# Avions 2: Equip de rescat
Avions 2: Equip de rescat (originalment en anglès, Planes: Fire & Rescue) és una pel·lícula d'aventures i comèdia animada per ordinador en 3D de 2014 produïda per Disneytoon Studios i estrenada per Walt Disney Pictures. És una seqüela de la pel·lícula Avions del 2013, que alhora és una pel·lícula derivada de la franquícia Cars de Pixar. En aquesta pel·lícula, Dusty Crophopper es converteix en un avió d'extinció d'incendis forestals, després que s'assabenti que la caixa de canvis del seu motor està danyada. S'ha doblat al català.
Dane Cook, Stacy Keach, Brad Garrett, Teri Hatcher, Danny Mann i Cedric the Entertainer van repetir els seus papers amb les veus en anglès de Dusty Crophopper, Skipper, Chug, Dottie, Sparky i Leadbottom, respectivament. Els nous membres del repartiment van incloure Hal Holbrook, Julie Bowen, Ed Harris, Regina King, Wes Studi, Patrick Warburton i Dale Dye.
Avions 2: Equip de rescat es va estrenar a El Capitan Theatre de Los Angeles el 15 de juliol de 2014 i es va estrenar a les sales el 18 de juliol de 2014 als formats Disney Digital 3D, RealD 3D i D-BOX. La pel·lícula va rebre crítiques diverses, moltes la van qualificar de millora respecte a la seva predecessora, i va recaptar 147 milions de dòlars a tot el món amb un pressupost de 50 milions de dòlars.